# Héninel Communal Cemetery Extension
Le Héninel Communal Cemetery Extension  est un cimetière militaire britannique de la Première Guerre mondiale, situé sur le territoire de la commune d'Héninel , dans le département du Pas-de-Calais, à l'est d'Arras.
Cinq autres cimetières militaires britanniques sont implantés sur le territoire de la commune : le Héninel-Croisilles Road Cemetery, le Bootham Cemetery, Héninel, le Chérisy Road East Cemetery, le Rookery British Cemetery et le Cuckoo Passage Cemetery.

## Localisation
Ce cimetière est à 600 m à l'est du village, à côté du cimetière communal, chemin de Douai.

## Histoire

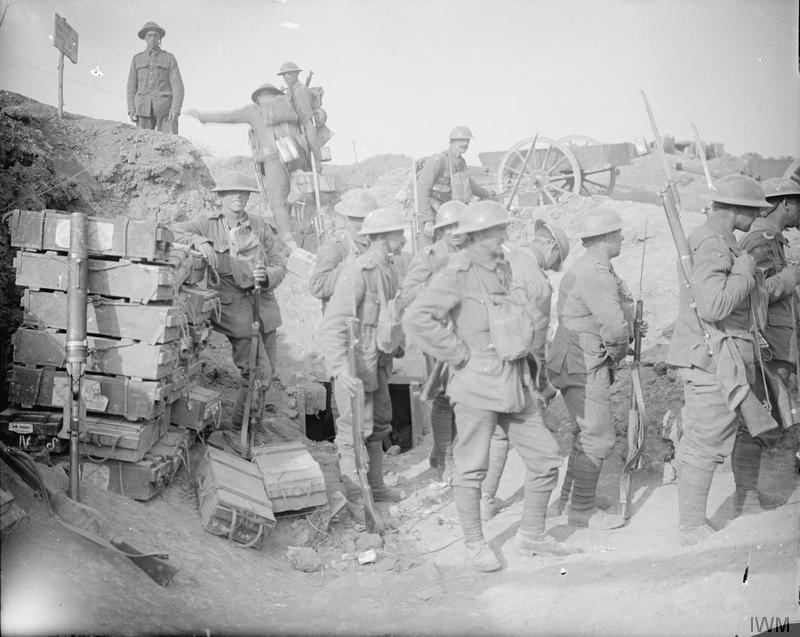
Les soldats britanniques à Héninel le 3 mai 1917.

Aux mains des Allemands dès fin août 1914, le village reste loin des combats jusqu'en mars 1917, date à laquelle les Allemands  évacuent tous les habitants et détruisent complètement les habitations pour transformer la zone en un no man's land à la suite de leur retrait sur la ligne Hindenburg.
Le village d'Héninel est capturé lors d'une tempête de neige le 12 avril 1917 par la 56e Londres et la 21e division. La 50e division Northumbrian, avançant d'Heninel les deux jours suivants, s'empare du village de Wancourt.
L'extension du cimetière est commencée en avril 1917 et est utilisée par les unités combattantes jusqu'au mois de novembre suivant. Ce cimetière communal d'Héninel contient 140 sépultures de la Première Guerre mondiale, dont sept non identifiées.

## Caractéristiques
Ce cimetière a un plan carré de 25 m de côté et est entouré d'un muret de moellons. D'importants travaux de réfection du muret sont entrepris début 2023.

## Sépultures
| Pays        | Sépultures |
| ----------- | ---------- |
| Royaume-Uni | 140        |

## Galerie

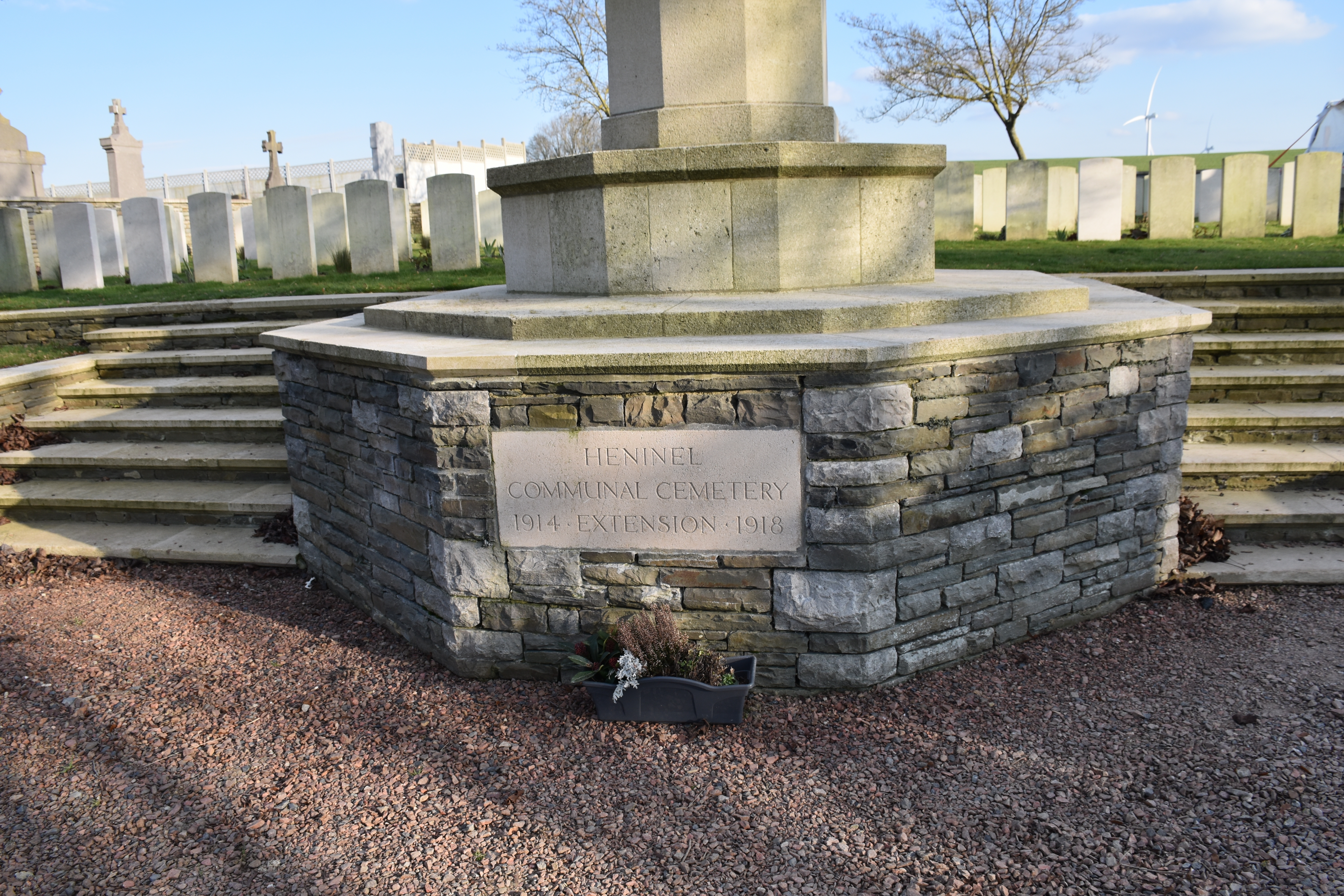
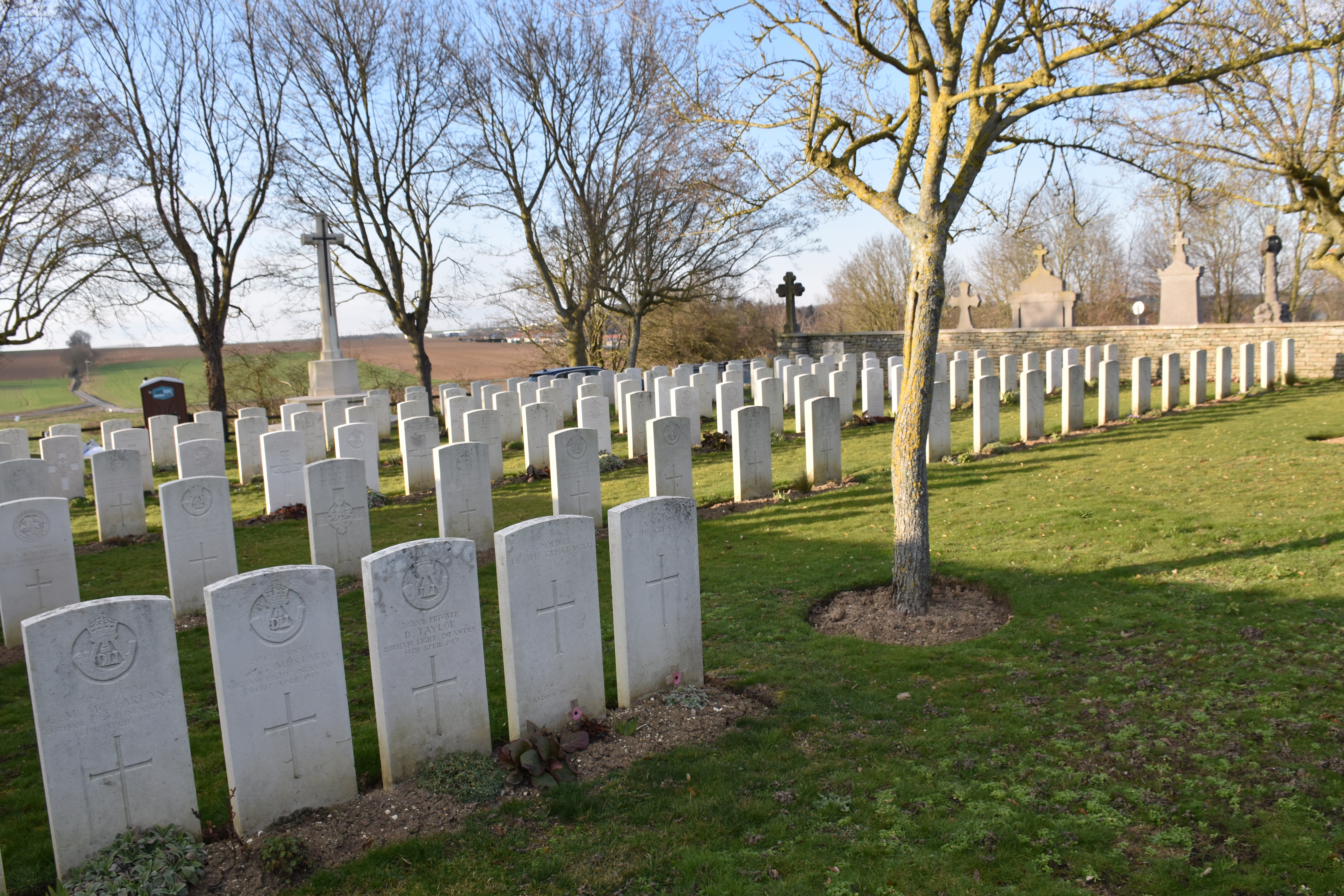
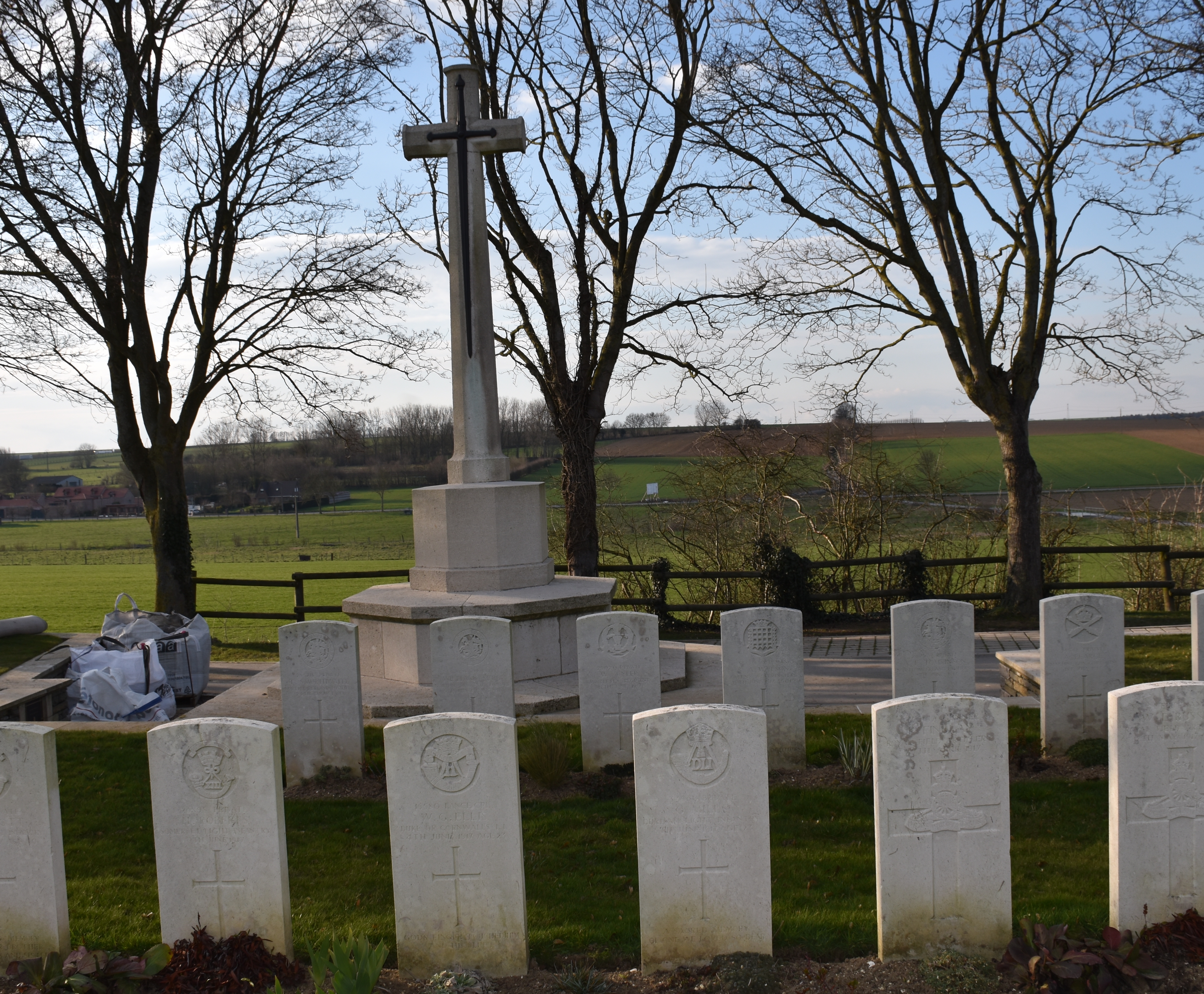
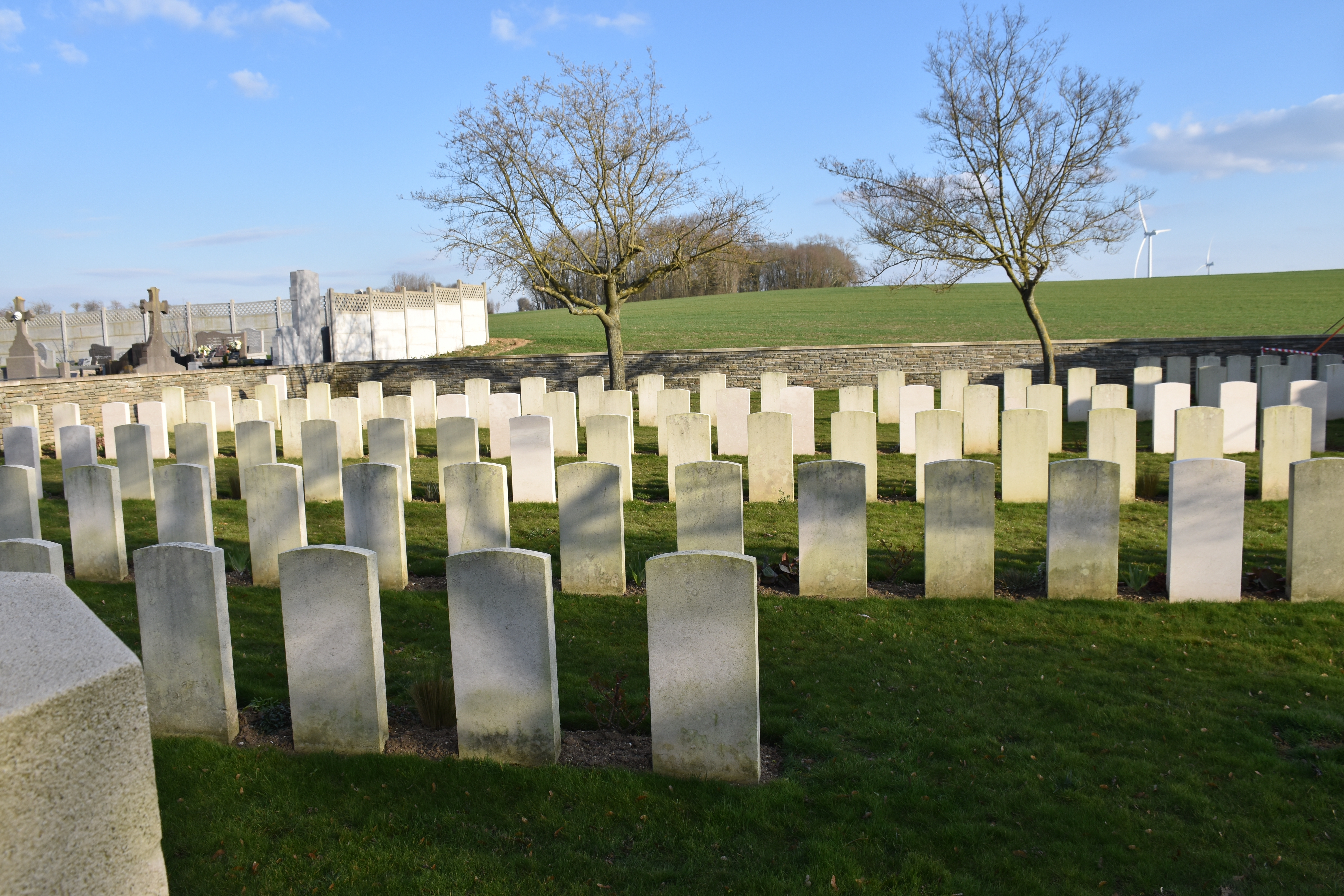
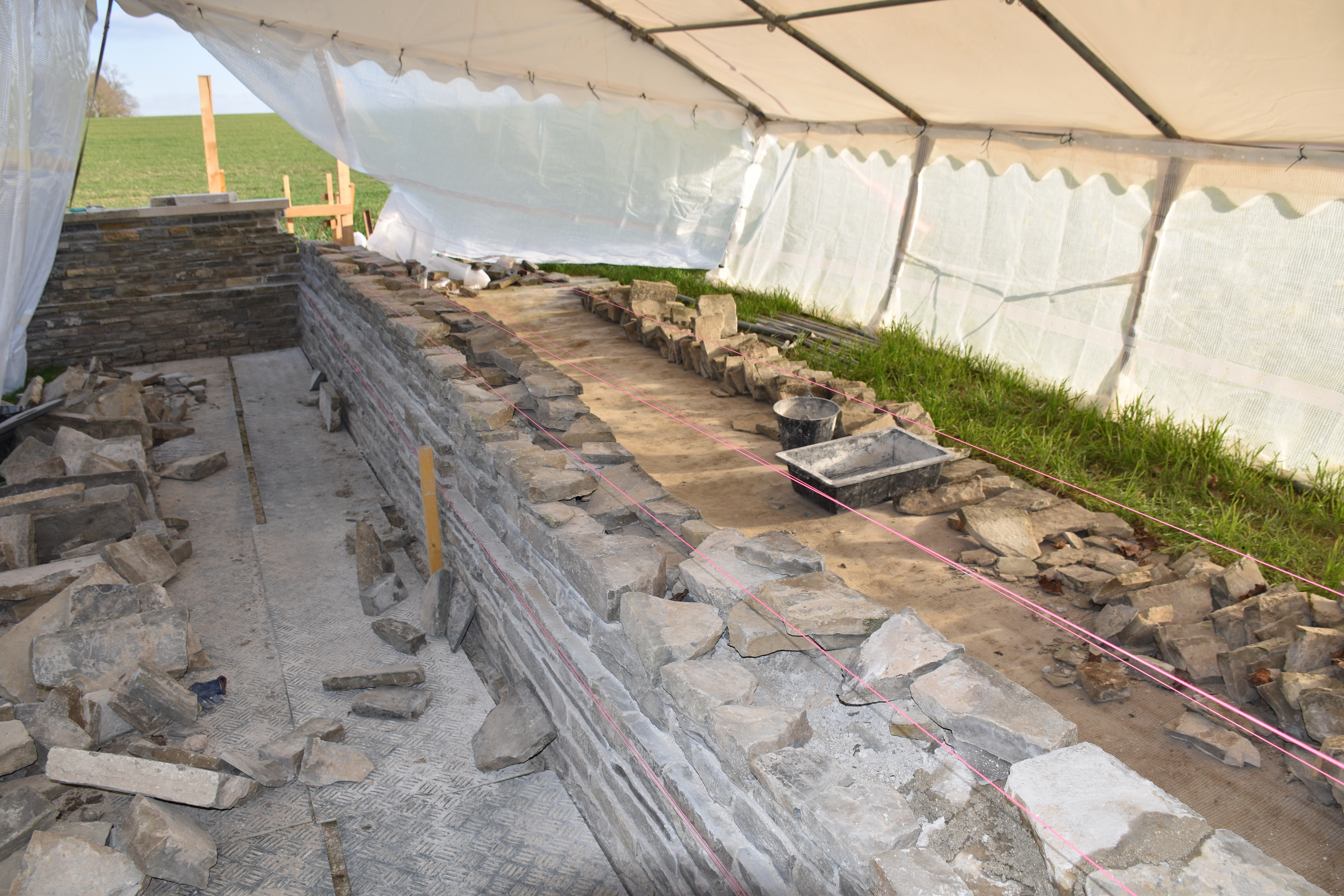
La reconstruction du mur de clôture en février 2023.
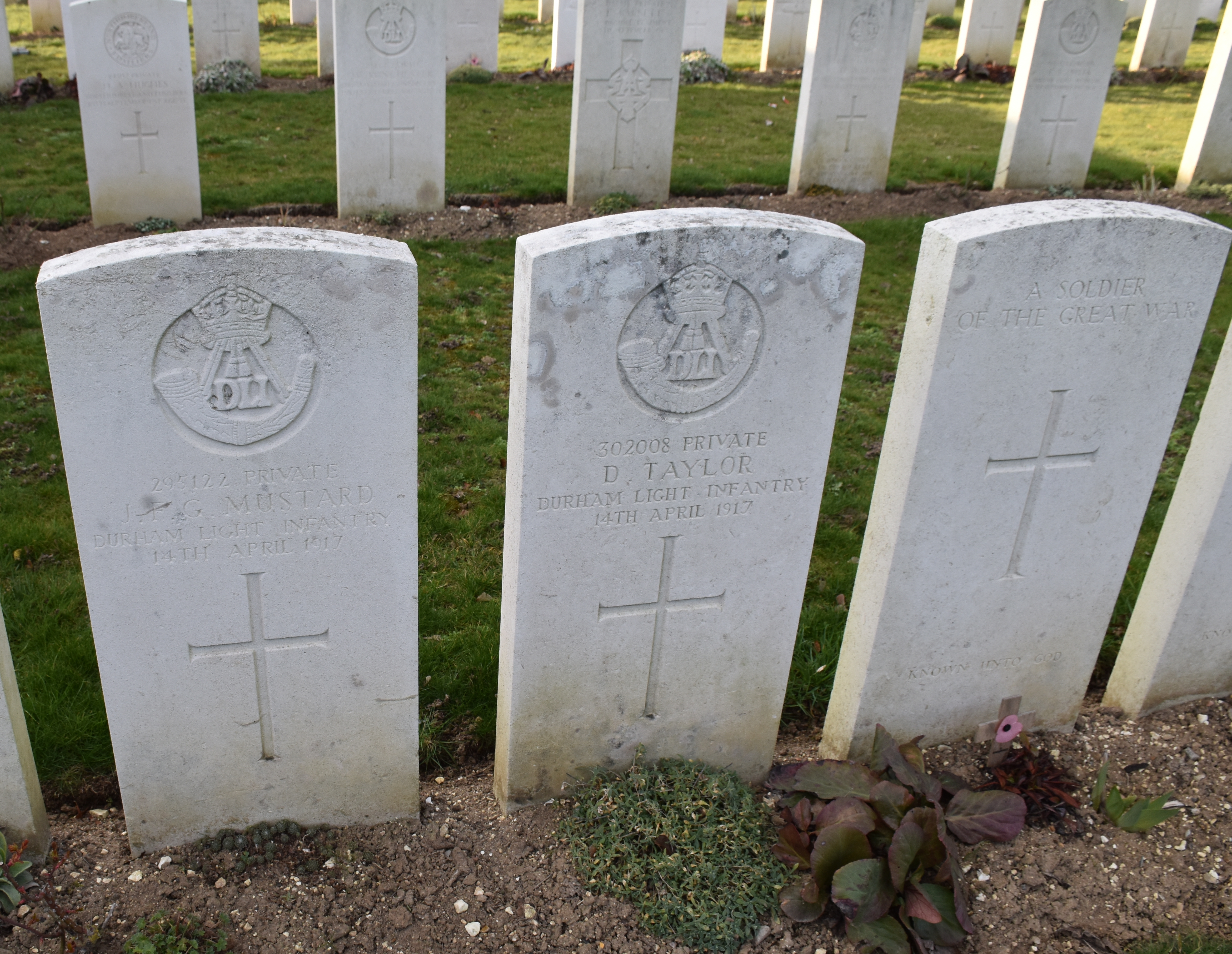
Les tombes de soldats du Durham Light Infantry tombés le 14 avril 1917.

## Pour approfondir